# Димо Велев
Димо Велев Филев е български хидроинженер, академик на БАН. Главен технически ръководител при изграждането на язовир „Бели Искър“ в Рила (1939 – 1945).
Основател и ръководител на катедра „Мелиорация“ в Държавната политехника в София. Основател и директор на Техническия институт при Българската академия на науките (БАН) (1951 – 1960), директор на Института по водно стопанство и строителство при БАН (1961 – 1963), директор на Института по водни проблеми при БАН (1963 – 1974). Председател на Съюза на българските инженери и архитекти (1944 – 1945). От 1956 г. е главен редактор на сп. „Хидротехника и мелиорация“. Ръководи съставянето на първия електрификационен план на България (1953).

## Биография
Роден е на 4 юни 1903 г. в село Долно Белево, Хасковски окръг. Първоначалното си образование получава в родното си село, а гимназиалното – в град Харманли. През 1929 г. завършва висшето си образование в Universität fur Bodenkultur – Виена по културинженерство (водостроителство).
След завършване на висшето си образование постъпва като стажант-инженер в Отделението за водите при Министерството на земеделието и държавните имоти. През юни 1930 г. по покана на директора инж. Иван Иванов минава на работа в Дирекцията на водопровода Рила – София, където работи до февруари 1939 г. и заема последователно длъжностите инженер, помощник-секционен инженер и секционен инженер. От 1939 г. до август 1945 г. е главен технически ръководител на изграждането на язовир „Бели Искър“.
През 1945 г. Димо Велев е избран за професор в новооткрития Отдел по водно строителство при Висшето техническо училище, като става организатор и ръководител на Катедра по мелиорации. През 1947 г. е избран за член-кореспондент на БАН и е първият представител на техническите науки в нея. През 1967 г. е избран за академик в Академията за селскостопански науки, а след реорганизацията на академичните институции става член и на БАН.

### Проектантска и строителна дейност
Като инженер проучва, проектира сам или в колектив и ръководи множество хидротехнически обекти и съоръжения. В периода 1930 – 1939 г. проектира канали, тунели, мост-канали, дюкери и други съоръжения в най-трудните участъци на водопровода „Рила – София“. Инж. Димо Велев е главен технически ръководител на строежа на язовир „Бели Искър“ (1939 – 1945 г.). Ръководи строителството на язовир „Камен проход“ (по-късно преименуван на „Васил Коларов“, а от 1999 г. – „Голям Беглик“), деривациите и водохващанията към него (1946 – 1951 г.), за което през 1952 г. става лауреат на Димитровска награда.
Участва като консултант и експерт, респективно ръководител на експертни групи при проучването, проектирането и изграждането на:
- Язовирите „Александър Стамболийски“, „Копринка“, „Искър“, „Тополница“;
- Напоителните системи „Стара Загора“, „Видин“, „Средна Тунджа“, „Вит“, „Силистра“, „Малък Преславец“.

### Заслуги към София
- През 1935 г. с Протокол №2/5.01.1935 на Столичната общинска управа инж. Димо Велев е удостоен с Почетния знак на Столична община за дейността му по изграждане на водопровода „Рила-София“;
- През 1939 г. Столичната общинска управа (Протокол №42/2.12.1939) изказва официална благодарност на инж. Димо Велев за оказана експертна помощ във връзка с помирителното дело със Сочиета Дженерале пер Коструциони – Рим.

### Научна и преподавателска дейност
След избирането му за професор през 1945 г. Димо Велев има дългогодишна научно-педагогическа и научно-организационна дейност. Той е основател на Катедра по мелиорации (1945) и я ръководи в продължение на 24 години, като през периода са се дипломирали хиляди български инженери-водостроители. Чел е лекции по напояване, отводняване, хидромелиоративни съоръжения и мелиоративни помпени станции във ВИСИ (сега УАСГ) и лекции по селскостопански мелиорации в агрономическите факултети в София и Пловдив. За обучението на студентите той е написал 7 учебника, като някои от тях са претърпели по 3 издания. Под негово ръководство много наши и чужди аспиранти са защитили кандидатски (докторски) дисертации.
Паралелно с преподавателската дейност акад. Димо Велев развива и богата научно-организаторска дейност. Инициира откриването на Хидротехническия факултет към Държавната политехника и е първият му декан (1950 – 1952). Основател и директор е на Техническия институт при БАН (1951 – 1960) до разделянето му на 4 института и 1 секция. От 1960 до 1975 г. е директор на Института по водни проблеми, а от 1968 г. до 1973 г. е член на Президиума на БАН и академик-секретар на Отделението за технически науки.
Научната дейност на акад. Димо Велев се развива в следните по-важни направления: проучвания върху най-рационалното и комплексно използване на водните ресурси чрез регулиране на оттока посредством едногодишни и многогодишни изравнители; изследвания относно коефициента на полезно действие на напоителните системи; изследвания относно оптимизацията на водностопанските системи. Тя е отразена в повече от 140 научни, научно-приложни и научнопопулярни статии на български, чешки, френски, английски, немски, китайски и арабски езици. Между тези публикации са и 4 монографии.
Участвал е с доклади и съобщения в много международни конгреси, конференции и симпозиуми.
Бил е гост-професор на Техническия университет – Берлин, Висшето техническо училище – Грац и Висшето техническо училище – Дармщат.
Акад. Димо Велев е изпълнявал и следните обществени задължения: председател и заместник председател на Съюза на българските инженери и техници, член на Президиума на Съюза на учените в България, член на Президиума на ВАК.

### Международна дейност
- Член на Академията на науките и изкуствата в гр. Тулуза (Франция)
- Член на Националния комитет за напояване и отводняване (Швейцария)
- Почетен член на Научното общество по водно стопанство (Унгария)
- Носител на Големия медал „Готлиб Хаген“ (ФРГ)
- „Златен диплом“ на Отдела по културтехника и водно стопанство във Виена
- Доктор хонорис кауза на Техническия университет в Дрезден

## Учебници
- „Културтехника“ (1947)
- „Мелиорации. Общ курс“ (1957, в съавторство с К. Григоров)
- „Мелиорации, ч. 1 – 3.1. Напояване“ (1955)
- „Мелиорации, ч. 1 – 3. 2. Отводняване“ (1955)
- „Мелиорации, ч. 1 – 3. 3. Хидромелиоративни съоръжения“ (1966)
- „Мелиоративни помпени станции“ (1967)

## Памет
На Димо Велев е наречена улица в квартал „Витоша“ в София (Карта).